# Václav Vašíček
Václav Vašíček (Šumperk, 10 febbraio 1991) è un calciatore ceco, attaccante del Grabern.

## Palmarès

### Club

#### Competizioni nazionali
- Fotbalová národní liga: 1

Sigma Olomouc: 2014-2015

### Individuale
- Capocannoniere della Fotbalová národní liga: 1

2014-2015 (13 reti)